# Norovlin járás
Norovlin járás (mongol nyelven: Норовлин сум) Mongólia Hentij tartományának egyik járása. Területe 5400 km². Népessége kb. 2900 fő.
Székhelye, Bürenhán (Бүрэнхаан) 40 km-re fekszik Öndörhán tartományi székhelytől.